# Edmond Lefever

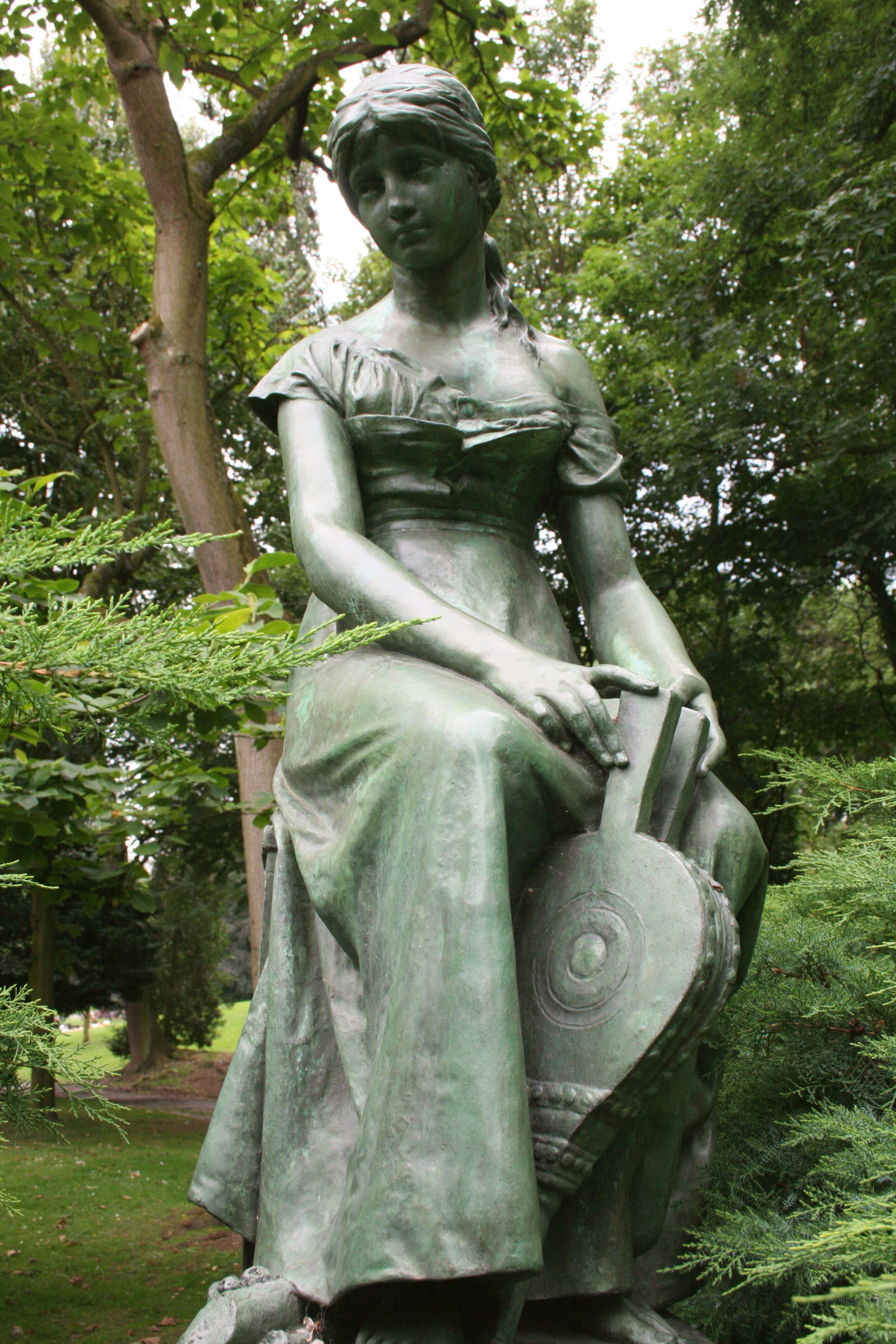
Assepoester in het Josaphatpark in Schaarbeek

Edmond Lefever (Ieper, 25 februari 1839 - Schaarbeek, 18 april 1911) is een Belgisch beeldhouwer.

## Biografie
Lefever werd geboren in Ieper als zoon van een kolenhandelaar. Hij begon zijn opleiding in zijn geboortestad, waar hij twee "eerste prijzen" ontving in 1859. In 1862 kwam hij cursussen volgen aan de Academie van Brussel, waar hij zijn opleiding afrondde in 1871. In 1873 trok hij naar Rome in het gezelschap van zijn vriend beeldhouwer Polydore Comein. Bij zijn terugkeer vestigde hij zich in Schaarbeek. Lefever stelde regelmatig zijn werk ten toon op tentoonstellingen in België en in het buitenland, waar hij verschillende onderscheidingen ontving; waaronder te Londen (1878) evenals Adelaide en Caracas (1888).
Eclectisch in de keuze van het materiaal, brons zowel als marmer, ivoor of klei vervolmaakte hij zich in zeer verschillende genres: bustes, allegorische en religieuze onderwerpen of realistische voorstellingen.

## Beeldhouwwerken
Lefever maakte veel werken op basis van officiële opdrachten:
- Vijf beelden voor de Lakenhalle van Ieper (1875), verwoest tijdens de Eerste Wereldoorlog
- De standbeelden van "Anton van Bourgondië" en "Jeanne de Luxembourg" voor de gevel van het Stadhuis van Brussel (1878)
- "Assepoester" in het Josaphatpark in Schaarbeek (1881)
- " Le Cygne" en "La Cigogne" in de Brusselse Kruidtuin
- Het beeldje voor het ambacht van de slagers op de Kleine Zavel (1882)
- "Les armes des Beaux-Arts", een bas relief in de Museumstraat in Brussel (1893)

- RKD-Nederlands Instituut voor Kunstgeschiedenis: 319437